# Viola Lāzo
Viola Lāzo (ur. 1954) – łotewska dziennikarka i polityk, posłanka na Sejm VII kadencji (1998–2002). 

## Życiorys
W 1978 ukończyła studia dziennikarskie w Łotewskim Uniwersytecie Państwowym. Była pracownikiem Telewizji Łotewskiej. W 1997 uzyskała mandat radnej Rygi. W latach 1998–2002 zasiadała w Sejmie VII kadencji z rekomendacji Łotewskiej Socjaldemokratycznej Partii Robotniczej. Była wiceprzewodnicząca partii oraz frakcji poselskiej LSDSP, odpowiadała także za jej kontakty zagraniczne. Bez powodzenia ubiegała się o reelekcję z ramienia LSDSP w wyborach w 2002. Po odejściu z parlamentu była zatrudniona w samorządzie miejskim Rygi. W wyborach samorządowych w 2009 bez powodzenia ubiegała się o mandat radnej z ramienia LPP/LC, zaś w roku następnym o mandat posła z listy ZZS jako kandydatka Łotewskiej Partii Zielonych. 
Jest członkiem zarządu Europejskiego Ruchu na Łotwie (Eiropas Kustība Latvijā, EKL) oraz Łotewskiego Towarzystwa Walki z Rakiem (Latvijas Vēža apkarošanas biedrība). Należy do Łotewskiego Związku Dziennikarzy.

## Odznaczenia
- Medal Rady Bałtyckiej – 2002[4]